# دالتون جيمس
دالتون جيمس (بالإنجليزية: Dalton James)‏ (و. 1971  م) هو ممثل أفلام أمريكي، ولد في ساكرامنتو، كاليفورنيا.

## وصلات خارجية
- دالتون جيمس على موقع IMDb (الإنجليزية)
- دالتون جيمس على موقع ألو سيني (الفرنسية)
- دالتون جيمس على موقع أول موفي (الإنجليزية)
- دالتون جيمس على موقع قاعدة بيانات الأفلام السويدية (السويدية)
- دالتون جيمس على موقع قاعدة بيانات الفيلم (الإنجليزية)
- دالتون جيمس على موقع كينوبويسك (الروسية)